# Steve Jobs (film)
Steve Jobs är en amerikansk dramafilm med officiell biopremiär den 23 oktober 2015 i USA och den 22 januari 2016 i Sverige. Filmen är regisserad av Danny Boyle och medverkas av bland annat Michael Fassbender, Seth Rogen och Kate Winslet.
Den officiella trailern släpptes på Internet den 1 juli 2015. Steve Jobs sändes först på 2015 Telluride Filmfestival den 5 september 2015 och hade en begränsad visningstid i New York och Los Angeles den 9 oktober 2015.

## Rollista
| Michael Fassbender  | – Steve Jobs (medgrundare av Apple Inc.)                                                |
| Seth Rogen          | – Steve Wozniak (medgrundare av Apple Inc. och skapare av Apple I och Apple II)         |
| Jeff Daniels        | – John Sculley (VD för Apple Inc. mellan 1983 och 1993)                                 |
| Michael Stuhlbarg   | – Andy Hertzfeld (originalmedlem i utvecklingsgruppen för de första Macintoshdatorerna) |
| Kate Winslet        | – Joanna Hoffman (originalmedlem i utvecklingsgruppen för de första Macintoshdatorerna) |
| Makenzie Moss       | – Lisa Brennan-Jobs (5 år) (Steve Jobs förstfödda barn)                                 |
| Ripley Sobo         | – Lisa Brennan-Jobs (9 år) (Steve Jobs förstfödda barn)                                 |
| Perla Haney-Jardine | – Lisa Brennan-Jobs (19 år) (Steve Jobs förstfödda barn)                                |
| Katherine Waterston | – Chrisann Brennan (Lisas mamma och tidig flickvän till Steve Jobs)                     |
| John Ortiz          | – Joel Pforzheimer (journalist för GQ)                                                  |